# Такаты
Такаты (баш. Таҡаты) — река в России, протекает по Гафурийскому району республики Башкортостан. Длина реки составляет 27 км.
Начинается под названием Бугульшан на западном склоне хребта Такаты. После слияния с Хултакаем меняет название. Течёт в общем северном направлении вдоль хребта Кырыбужан по покрытым лесом горам. Далее протекает по берёзово-липовым лесам на восточной окраине урочища Крутая Гора и мимо гор Сикашты и Кызляр-Караул. Устье реки находится в 88 км по левому берегу реки Зилим на высоте 171 метр над уровнем моря. Ширина реки в низовьях — 10 метров, глубина — 0,6 метра, скорость течения воды — 0,6 м/с.
Основные притоки — Тальпак (пр), Калчирсикашты (лв), Аралык (лв), Уташ (пр), Усаклы (лв), Хултакай (лв).

## Данные водного реестра
По данным государственного водного реестра России относится к Камскому бассейновому округу, водохозяйственный участок реки — Белая от города Стерлитамак до водомерного поста у села Охлебино, без реки Сим, речной подбассейн реки — Белая. Речной бассейн реки — Кама.
Код объекта в государственном водном реестре — 10010200712111100018876.